# Eucrosia calendulina
Eucrosia calendulina es una especie de planta bulbosa geófita perteneciente a la familia de las amarilidáceas. Es originaria de Perú.

## Descripción
Crece a partir de bulbos que producen hojas pecioladas de anchas láminas. Las flores son zigomorfas y se producen en una umbela. Los estambres se han destacado por tener largos filamentos.

## Distribución y hábitat
E. calendulina es conocida solamente en los límites inferiores de la Selva Cachil del Perú. La especie está amenazada por la destrucción del hábitat.

## Taxonomía
Eucrosia calendulina fue descrita por Meerow & Sagást. y publicado en Sida 17(4): 761–764, f. 1–2, en el año 1997.
Etimología
Eucrosia: nombre genérico que deriva del griego: eu = "hermosa" y krossos = "franja", en referencia a los largos estambres.
calendulina: epíteto latino que significa "como el género Calendula, amarillo o naranja".